# Chotča
Chotča (Hongaars: Hocsa) is een Slowaakse gemeente in de regio Prešov, en maakt deel uit van het district Stropkov.
Chotča telt 548 inwoners.
Baňa · Breznica · Breznička · Brusnica · Bukovce · Bystrá · Bžany · Duplín · Gribov · Havaj · Chotča · Jakušovce · Kolbovce · Korunková · Kožuchovce · Krišľovce · Kručov · Krušinec · Lomné · Makovce · Malá Poľana · Miková · Miňovce · Mrázovce · Nižná Olšava · Oľšavka · Potoky · Potôčky · Soľník · Staškovce · Stropkov · Šandal · Tisinec · Tokajík · Turany nad Ondavou · Varechovce · Veľkrop · Vislava · Vladiča · Vojtovce · Vyškovce · Vyšná Olšava · Vyšný Hrabovec